# Marquis Addison
Marquis Ralondo Addison (Olathe, 6 dicembre 1991) è un cestista statunitense.

## Palmarès
- Campionato danese: 2

Horsens IC: 2014-15, 2015-16
- Coppa di Danimarca: 1

Horsens IC: 2015
- Coppa d'Olanda: 1

Donar Groningen: 2022
- Supercoppa di Svizzera: 1

Lions de Genève: 2019